# Aulx-lès-Cromary
Aulx-lès-Cromary est une commune française située dans le département de la Haute-Saône, en Franche-Comté, dans la région administrative Bourgogne-Franche-Comté.

## Géographie
- Aulx est située dans une boucle de l'Ognon.
- L'altitude moyenne d'Aulx est de 225 m.
- Sa population de 149 habitants.
- Sa superficie de 433 ha.
- La commune est traversée par la D 5 qui relie Champlitte à Moncey, ainsi que par la D 31.

### Climat
Pour des articles plus généraux, voir Climat de la Bourgogne-Franche-Comté et Climat de la Haute-Saône.
En 2010, le climat de la commune est de type climat des marges montargnardes, selon une étude du Centre national de la recherche scientifique s'appuyant sur une série de données couvrant la période 1971-2000. En 2020, Météo-France publie une typologie des climats de la France métropolitaine dans laquelle la commune est exposée à un climat semi-continental et est dans une zone de transition entre les régions climatiques « Lorraine, plateau de Langres, Morvan » et « Jura ».
Pour la période 1971-2000, la température annuelle moyenne est de 10,7 °C, avec une amplitude thermique annuelle de 17,5 °C. Le cumul annuel moyen de précipitations est de 1 054 mm, avec 12,8 jours de précipitations en janvier et 9,7 jours en juillet. Pour la période 1991-2020, la température moyenne annuelle observée sur la station météorologique de Météo-France la plus proche, « Rioz », sur la commune de Rioz à 6 km à vol d'oiseau, est de 11,2 °C et le cumul annuel moyen de précipitations est de 1 084,6 mm. 
La température maximale relevée sur cette station est de 39,6 °C, atteinte le 25 juillet 2019 ; la température minimale est de −21,8 °C, atteinte le 20 décembre 2009,,.
Les paramètres climatiques de la commune ont été estimés pour le milieu du siècle (2041-2070) selon différents scénarios d'émission de gaz à effet de serre à partir des nouvelles projections climatiques de référence DRIAS-2020. Ils sont consultables sur un site dédié publié par Météo-France en novembre 2022.

## Urbanisme

### Typologie
Au 1er janvier 2024, Aulx-lès-Cromary est catégorisée commune rurale à habitat dispersé, selon la nouvelle grille communale de densité à sept niveaux définie par l'Insee en 2022.
Elle est située hors unité urbaine. Par ailleurs la commune fait partie de l'aire d'attraction de Besançon, dont elle est une commune de la couronne,. Cette aire, qui regroupe 310 communes, est catégorisée dans les aires de 200 000 à moins de 700 000 habitants,.

### Occupation des sols
L'occupation des sols de la commune, telle qu'elle ressort de la base de données européenne d’occupation biophysique des sols Corine Land Cover (CLC), est marquée par l'importance des territoires agricoles (68,1 % en 2018), une proportion identique à celle de 1990 (68,1 %). La répartition détaillée en 2018 est la suivante : 
terres arables (26,3 %), prairies (24,4 %), forêts (24,3 %), zones agricoles hétérogènes (17,4 %), eaux continentales (7,6 %). L'évolution de l’occupation des sols de la commune et de ses infrastructures peut être observée sur les différentes représentations cartographiques du territoire : la carte de Cassini (XVIIIe siècle), la carte d'état-major (1820-1866) et les cartes ou photos aériennes de l'IGN pour la période actuelle (1950 à aujourd'hui).

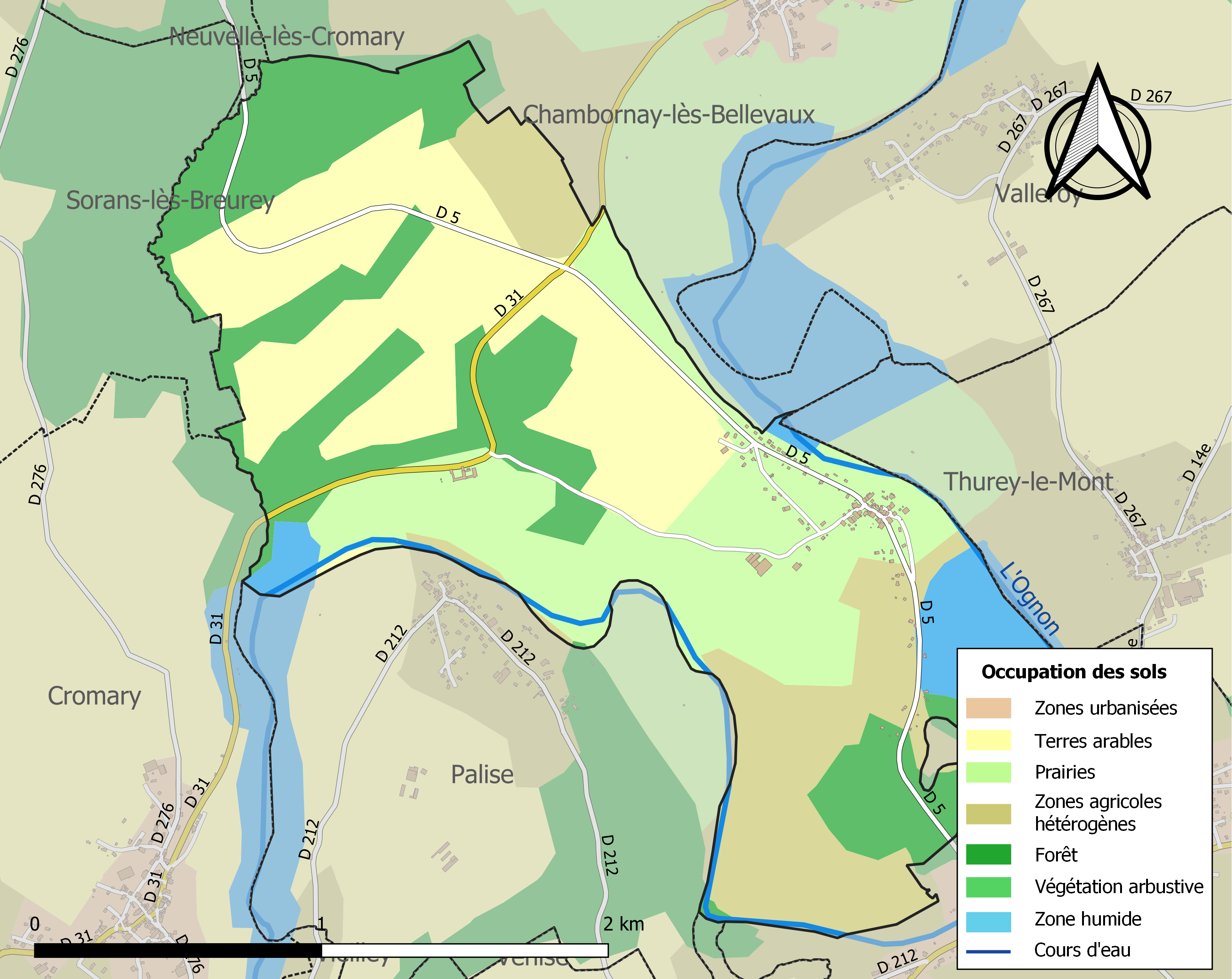
Carte des infrastructures et de l'occupation des sols de la commune en 2018 (CLC).

## Toponymie
Aulx, pluriel d'ail, désigne l'endroit où l'on cultive ces gousses.
Aulx-les-Cromary signifie donc littéralement " l'endroit voisin de Cromary où l'on cultive de l'ail "
Le fait que le village soit situé sur un méandre de l'Ognon, orthographiquement voisin du bulbe "oignon" explique peut-être ce nom[réf. nécessaire].

## Histoire
- Le village existait déjà à l'âge de bronze.
- Le village aurait été construit vers 1000 av J.-C.
- Des objets datant de 1000 ap. J.-C. ont été retrouvés par des fouilles.
- Longtemps à vocation agricole, le village connut une période intense au milieu du siècle dernier avec une sablière tirant le sable de l'Ognon.

## Politique et administration

Carte départementale représentant en rouge la communauté de communes du Pays Riolais.

### Rattachements administratifs et électoraux
La commune fait partie de l'arrondissement de Vesoul du département de la Haute-Saône,  en région Bourgogne-Franche-Comté. Pour l'élection des députés, elle dépend de la première circonscription de la Haute-Saône.
Elle fait partie depuis 1801 du canton de Rioz. Dans le cadre du redécoupage cantonal de 2014 en France, ce canton s'accroît et passe de 27 à 52 communes.

### Intercommunalité
La commune est membre de la communauté de communes du Pays riolais, créée le 29 décembre 1999.

### Liste des maires
| Période                                  | Période                    | Identité        | Étiquette | Qualité                                     |
| ---------------------------------------- | -------------------------- | --------------- | --------- | ------------------------------------------- |
| Les données manquantes sont à compléter. |                            |                 |           |                                             |
|                                          |                            | Henry Boillot   |           |                                             |
| 1959                                     | 1989                       | Paul Boillot    |           |                                             |
| Les données manquantes sont à compléter. |                            |                 |           |                                             |
| 2001                                     | mars 2008                  | Gilles Bertin   |           |                                             |
| mars 2008                                | 2010                       | Claude Simon    |           | mort en fonctions                           |
| 2010                                     | En cours (au 17 mars 2016) | Jean-Paul Russy |           | Agriculteur Réélu pour le mandat 2014-2020, |

## Démographie
L'évolution du nombre d'habitants est connue à travers les recensements de la population effectués dans la commune depuis 1793. Pour les communes de moins de 10 000 habitants, une enquête de recensement portant sur toute la population est réalisée tous les cinq ans, les populations de référence des années intermédiaires étant quant à elles estimées par interpolation ou extrapolation. Pour la commune, le premier recensement exhaustif entrant dans le cadre du nouveau dispositif a été réalisé en 2005.

En 2022, la commune comptait 158 habitants, en évolution de −3,66 % par rapport à 2016 (Haute-Saône : −1,4 %, France hors Mayotte : +2,11 %).
| 1793 | 1800 | 1806 | 1821 | 1831 | 1836 | 1841 | 1846 | 1851 |
| ---- | ---- | ---- | ---- | ---- | ---- | ---- | ---- | ---- |
| 181  | 175  | 149  | 155  | 145  | 167  | 162  | 159  | 144  |

| 1856 | 1861 | 1866 | 1872 | 1876 | 1881 | 1886 | 1891 | 1896 |
| ---- | ---- | ---- | ---- | ---- | ---- | ---- | ---- | ---- |
| 128  | 124  | 120  | 113  | 96   | 113  | 116  | 122  | 117  |

| 1901 | 1906 | 1911 | 1921 | 1926 | 1931 | 1936 | 1946 | 1954 |
| ---- | ---- | ---- | ---- | ---- | ---- | ---- | ---- | ---- |
| 119  | 128  | 114  | 93   | 114  | 109  | 121  | 103  | 112  |

| 1962 | 1968 | 1975 | 1982 | 1990 | 1999 | 2005 | 2006 | 2010 |
| ---- | ---- | ---- | ---- | ---- | ---- | ---- | ---- | ---- |
| 73   | 75   | 89   | 113  | 138  | 138  | 149  | 150  | 143  |

| 2015 | 2020 | 2022 | - | - | - | - | - | - |
| ---- | ---- | ---- | - | - | - | - | - | - |
| 160  | 155  | 158  | - | - | - | - | - | - |

## Culture locale et patrimoine

### Lieux et monuments
- Les rives de l'Ognon et les anciennes sablières.
- Le lavoir restauré et en eau.

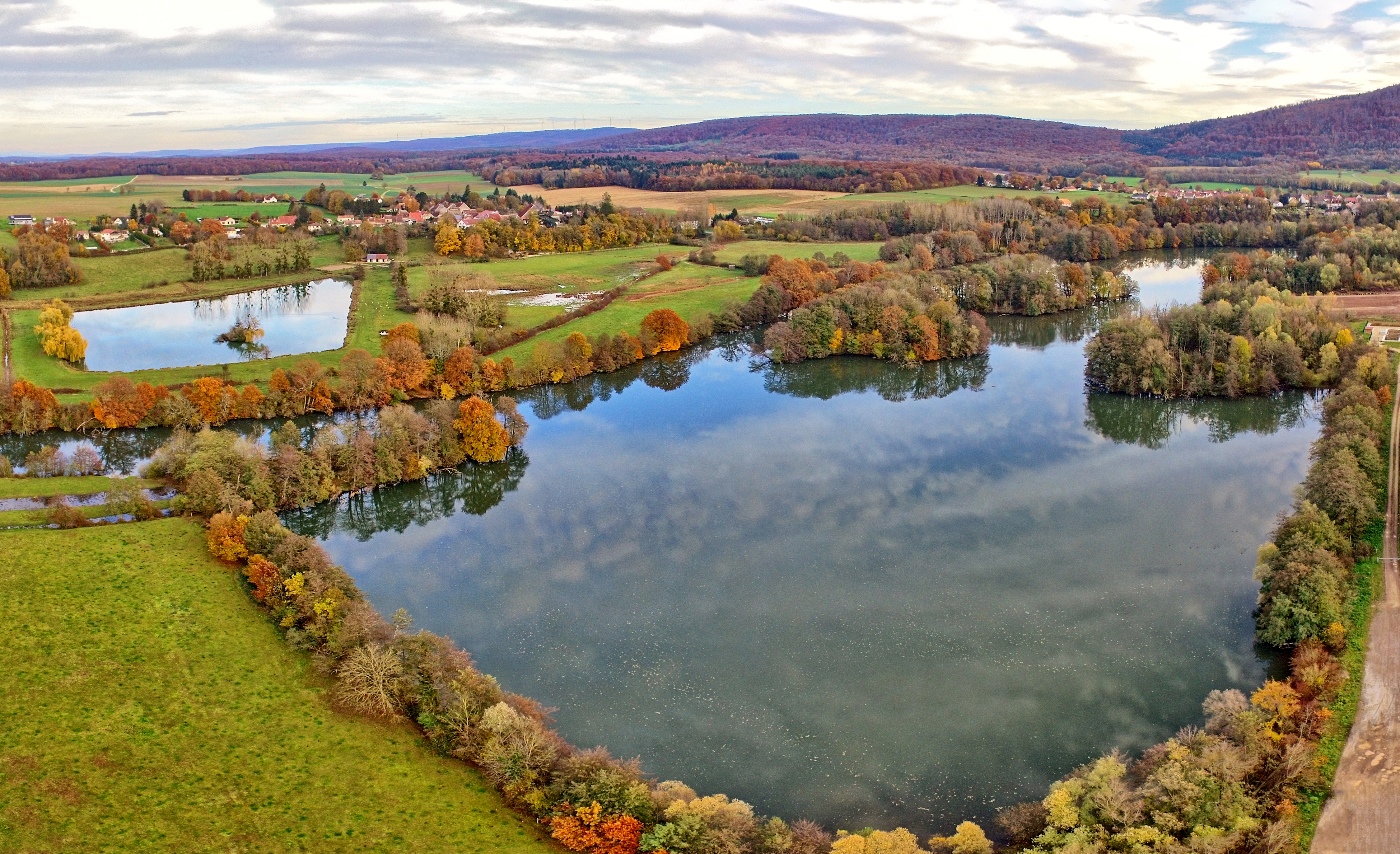
Les anciennes sablières.
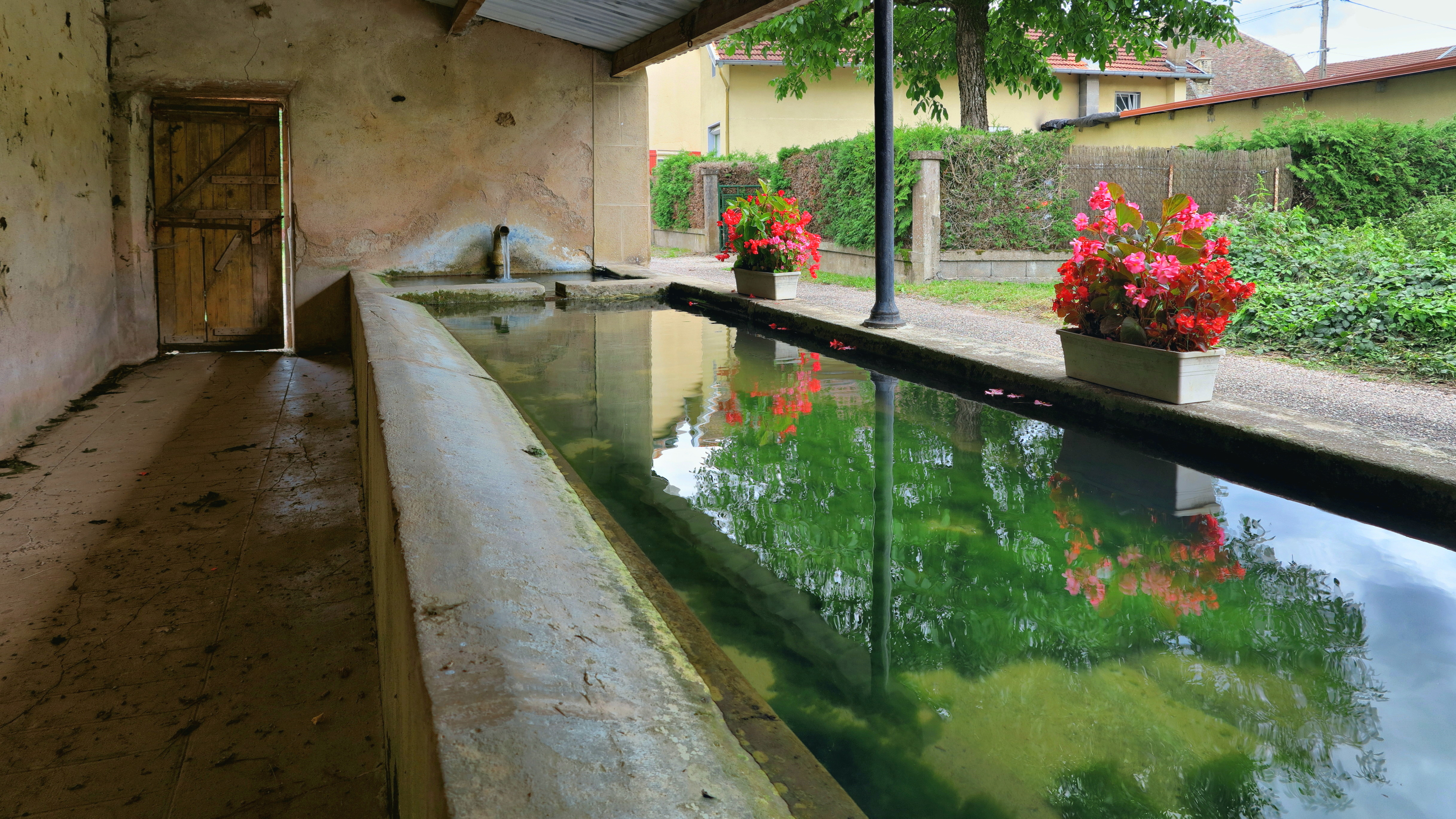
Le lavoir.

Début 2017, la commune est « réputée sans clochers ».